# 奥斯特罗文卡之战
奥斯特罗文卡之战（英语：Battle of Ostrołęka）发生于1807年2月16日。此役中，由让·玛丽·勒内·萨瓦里将军指挥的法兰西第一帝国军队与伊万·埃森中将指挥的俄罗斯帝国军队交战。法军最终击败了俄军，迫使俄军向东撤退到怀基·马佐维茨基。战斗中恶劣的天气状况导致双方在战斗结束后都必须立即进入冬季营地。此役是拿破仑战争第四次反法同盟战役的一部分。奥斯特罗文卡位于波兰的东北部，在1807年，此地属于普鲁士王国。

## 背景
萨瓦里指挥的第5军在法军战线的最右边，以守卫纳雷夫河和西布格河通往华沙的通道，并在法军大部队向北移动的同时掩护部队的右后方。在法军于2月3日被俄军赶出奥斯特罗夫后，萨瓦里接到命令放弃布罗克并向奥斯特罗文卡撤退，以加强他与法军大部队的联系。俄军方面，本尼格森伯爵命令埃森带领部队击退萨瓦里的法军，与此同时，萨瓦里已下定决心抵抗俄军的进攻。埃森率领25,000名俄军士兵，于15日沿纳雷夫河两岸向奥斯特罗文卡挺进。2月15日，萨瓦里在奥斯特罗文卡建立防御阵地，他将3个旅留在城外的低山上，俄军的部队于16日从右翼发起了进攻。

## 战斗

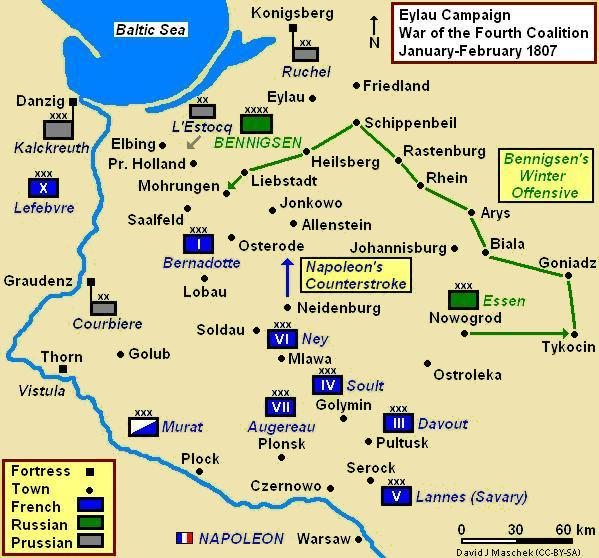
埃劳战役地图

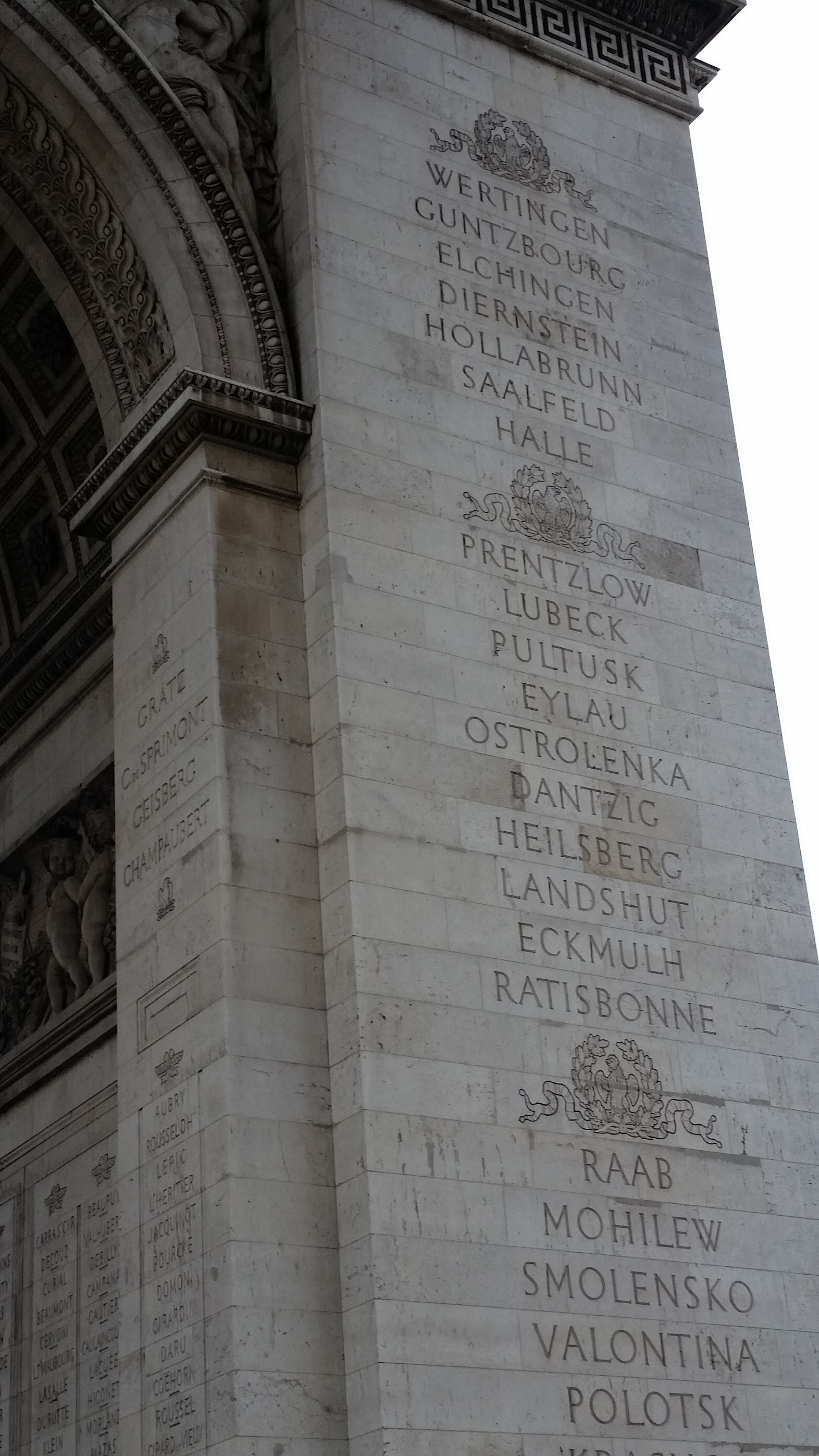
被刻在凯旋门上的奥斯特罗文卡之战

2月16日早些时候，奥诺雷·西奥多·马克西姆·加赞（Honoré Théodore Maxime Gazan）将军带着他的部队加入了法军的前卫。上午9点，他的部队在通往诺沃格鲁德的路上遇到了俄军的一个部队并将其击溃，但就在同一时刻，俄军从左岸袭击了奥斯特罗文卡。弗朗索瓦·弗雷德里克·坎帕纳的部队和加赞麾下的一个旅，弗朗索瓦·阿马布尔·鲁芬的旅和尼古拉·夏尔·乌迪诺的一个旅保卫了该镇。萨瓦里派出他的参谋长奥诺雷·查尔斯·雷耶前往该镇指挥。俄军步兵在分为几个小纵队后都迫切地希望占领该城，但法军诱导俄军抵达城中心时才开火，猝不及防的俄军损失惨重。最终，俄军放弃了占领该城的计划，并在城外占据了阵地。
乌迪诺和絮歇带着他们的部队向俄军阵地前进，到中午，他们的纵队抵达奥斯特罗文卡。乌迪诺指挥左翼两线，而絮歇指挥中央，雷耶指挥一个旅，加赞则组成右翼。法军在炮火的掩护下向敌人进军。法军的骑兵则发起冲锋，将俄军的哥萨克骑兵摧毁。毫无招架之力的俄军在战线崩溃后四散逃离。

## 结果
第二天，俄罗斯残兵被法军穷追猛打。两位俄罗斯将军和其他几名俄罗斯军官被打死，三名将军受伤。1807年2月28日第63次大军公报中声称，俄军在此役中有1,200人受伤，1,300人阵亡，法军缴获了7门大炮和两面旗帜。只有60名法国士兵阵亡，其中包括令拿破仑深感悲痛的坎帕纳，还有400至500人受伤，其中包括第21轻步兵团的杜哈梅尔上校和亨利·玛丽·勒努里上校。
萨瓦里在奥斯特罗伦卡的行动揭露了俄军侧翼的作战实力，拿破仑几乎不用再担心任何试图破坏他与华沙的联系的企图。
乌迪诺被任命为帝国伯爵，并获得了数百万法郎的奖励。萨瓦里则获得了法国荣誉军团勋章。
拿破仑此后命令第5军进入冬季营区。寒冷的冬季此时已经不允许再进行任何作战。

## 脚注
1. 1 2 3 4 5  Bodart 1908，第381頁.
2. ↑  Préau 1856.
3. 1 2 3 4 5 6 7 8 9 10 11 12 13 14 15  Markham 2003，第146頁.
4. 1 2  Petre 2001，第215頁.
5. 1 2 3 4  Markham 2003，第147頁.
6. ↑  Petre 2001，第213頁.
7. 1 2  Petre 2001，第214頁.
8. ↑  Markham 2003，第146-147頁.
9. ↑  Petre 2001，第216頁.